# Умрети млад
Умрети млад (енгл. „Dying Young“) је америчка љубавна драма из 1991. редитеља Џоела Шумакера са Кембелом Скотом и Џулијом Робертс у главним улогама.
Након што открије да је дечко вара, Хилари О'Нил тражи нови почетак и нови посао. Почиње да ради као приватна медицинска сестра за младића који болује од леукемије. Полако се заљубљују, али увек знају да њихова љубав не може потрајати јер му је суђено да умре.

## Радња
Хилари је згодна, дружељубива, али опрезна и скептична девојка када је љубав у питању, јер на том пољу није имала среће. Након што сазна да је дечко преварио, одлази да живи са својом ексцентричном мајком, и врло брзо добија посао медицинске сестре. Виктор је образован, богат али стидљив и повучен момак за својих двадесет осам година, оболео од леукемије. Његов отац одлучује да ангажује медицинску сестру која ће се старати о њему током хемотерапије. Виктор, упркос противљењу свог оца, бира Хилари. Његово стање се погоршава, али се њих двоје заљубљују једно у друго.

## Улоге
| Глумац            | Улога          |
| ----------------- | -------------- |
| Кембел Скот       | Виктор         |
| Џулија Робертс    | Хилари О’Нил   |
| Винсент Д'Онофрио | Гордон         |
| Елен Берстин      | Хиларина мајка |
| Колин Дјухерст    | Естел          |